# Jean Gassiat

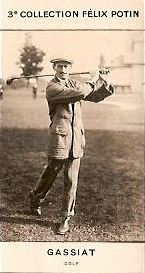
Jean Gassiat

Jean Gassiat (1883-1966) heet eigenlijk Louis Gassiat en is een Franse golfprofessional uit Biarritz.
Net als anderen in die tijd ontdekte hij golf als 12-jarig jongetje toen hij caddie werd om geld te verdienen. De golfclub was erg streng en verbood caddies op hun terrein te oefenen. Met zijn broer Claude en enkele andere caddies maakte Jean dus ergens anders een paar primitieve holes. Ze maakten hun eigen stokken en gebruikten stenen als ballen, en soms 'gutta'ballen die ze op de golfbaan vonden. Ook Arnaud Massy en Eugène Lafitte, die later het French Open wonnen, deden mee.
De caddies hielden hun eigen wedstrijden en degenen die goed speelden mochten op de club de Head Pro helpen met ballen rapen, vernieuwen van grips en clubs repareren.

## De Gassiat putter
Later gaf Gassiat les op de golfclub in Chantilly, waar hij een putter met een hickory shaft kocht. Toen het putten het sterkste onderdeel van zijn spel werd, maakte dit de putter beroemd. Deze werd zelfs naar hem genoemd en werd al spoedig verkocht in de Verenigde Staten.

## Golfer
In 1907 won Arnaud Massy voor de tweede keer het Grand Omnium Open de France. Gassiat deed voor de eerste keer mee en werd tweede, voor beroemde spelers als James Braid, John Henry Taylor en Harry Vardon, winnaars van het Britse Open. In 1912 won hij het Open op de Golf de la Boulie, waarbij hij in de derde ronde het baanrecord verbeterde met zijn score van 68 (37-31).
Later dat jaar werd hij 7de op het Brits Open op Muirfield.
Tijdens de oorlog was hij soldaat in Bordeaux. Hij had genoeg tijd om golf te spelen o.a. met Moulay Abd el Aziz, sinds 1908 sultan van Marokko. Omdat hij steeds verslagen werd, stelde de sultan voor om eens tennis te spelen. Toen Gassiat de sultan ook met tennis versloeg won hij een onbetaalbare prijs: het respect van de sultan.
In 1919 won Gassiat het prof kampioenschap, dat vanaf 1926 het National Omnium wordt genoemd. Eugène Lafitte werd tweede. Het werd eenmalig slechts over 36 holes gespeeld. In 1927 won hij het National Omnium op Chantilly, waar hij vroeger les gaf. Hij moest een play-off spelen van 36 holes tegen René Golias.

Hij veranderde van werkkring en ging lesgeven op de Golf de Chiberta , waar twee van zijn kinderen, Alfreda en Henri Gassiat, de golfshop beheren. In 1929 werd daar het Omnium gespeeld. Gassiat won, en stopte met het spelen van wedstrijden. Hij bleef lesgeven tot zijn pensionering en totdat hij 75 jaar werd speelde dagelijks negen holes, meestal met Eugène Lafitte.
Gassiat en zijn Engelse echtgenote kregen zes kinderen. Hij overleed op 83-jarige leeftijd.